# Avaria
Avaria este un film românesc din 1978 regizat de Ștefan Traian Roman. Rolurile principale au fost interpretate de actorii Ilarion Ciobanu și Ștefan Iordache. A avut premiera la 4 septembrie 1978.

## Distribuție
- Ilarion Ciobanu ca Teodosie Lazăr[2]
- Ovidiu Iuliu Moldovan ca Hristu
- Emil Hossu ca Ducu, proiectant
- Olga Bucătaru ca Despina Ichim
- Margareta Pogonat ca Aurelia Lazăr
- Cornel Coman ca Covaliu
- Tora Vasilescu ca Luci
- Dan Condurache ca Mihai Lazăr
- Ion Marinescu ca Zainea
- Constantin Diplan ca Pilotul
- Constantin Anatol ca Mareș
- Liliana Petrescu
- Constantin Guriță
- Ștefan Radof
- Grigore Gonța
- Dan Tufaru
- Petre Gheorghiu-Goe
- Alexandru Virgil Platon
- Lucian Iancu

## Primire
Filmul a fost vizionat de 1.488.696 de spectatori în cinematografele din România, după cum atestă o situație a numărului de spectatori înregistrat de filmele românești de la data premierei și până la data de 31 decembrie 2014 alcătuită de Centrul Național al Cinematografiei.